# Oscar Villalobos
Oscar Villalobos est un artiste colombien né le 19 septembre 1987 à San José del Guaviare, en Colombie. Il est connu pour ses peintures sur le mélange entre la nature et la lutte armée.

## Biographie
Oscar Villalobos grandit dans le département amazonien du Guaviare, évoluant dans l'épicentre de la violence en Colombie, entre narcotraficants et nature luxurieuse. Villalobos a été frappé très jeune par la guerre en Colombie, et toute sa famille quitte San José du Guaviare pour Bogota en 1999 alors qu'il est encore enfant. Plus tard, lors de ses études universitaires à l'Académie supérieur d'art de Bogota, il est inspiré par l'impressionnisme, et commence sa carrière en peignant la réalité telle qu'il la vit.
L'artiste est connu pour ses « paysages urbains », mais il est encore plus réputé pour ses représentations de la végétation libre,. Il se définit lui-même comme « un peintre de la réalité. » Selon le critique d'art Eduardo Serrano, « Villalobos crée un contexte social qui amène l'observateur à réfléchir aux problèmes du paysage urbain. »
Ses peintures se veulent un cri d'alarme contre la destruction de l'Amazonie en raisons des conflits idéologiques et économiques, mais elles sont aussi un rappel du besoin de protéger l'environnement et l'Amazonie. Villalobos a notamment exposé aux États-Unis, en Espagne, au Brésil, à Cuba, en Argentine, au Panama et au Mexique.

## Expositions
- Tierra Móvil (Terre mobile, 2016-2022) [10],[4],[1]
- De lo urbano a lo humano (De l'urbain à l'humain, 2018) [4]
- Selva en conflicto (Jungle en conflit, 2021) [4],[11]
- Metaphors of An Infinite Game (Métaphore d'un jeu infini, 2023) [12]
- Lagos de Ariporo (Lacs d'Ariporo, 2023) [12]